# Aleksandr Dmitrievič Protopopov
Aleksandr Dmitrievič Protopopov (in russo Алекса́ндр Дми́триевич Протопо́пов?; Simbirsk, 16 dicembre 1866 – Pietrogrado, 27 ottobre 1918) è stato un politico russo del partito ottobrista.

## Biografia
Proveniente da una ricca famiglia di proprietari terrieri di Simbirsk, Aleksandr Protopopov fu Maresciallo della nobiltà di Korsunsk Uezd nel 1912 e di Simbirsk nel 1916, e membro della Terza e della Quarta Duma.
Fu presidente della Duma dal 1914 al 1916, e Ministro degli Interni dal 16 settembre 1916 al 28 febbraio 1917.
Continuò le politiche reazionarie del suo predecessore Boris Stürmer e rimase al potere grazie al sostegno dell'imperatrice Alessandra, che gli conservò il posto nonostante le proteste contro di lui e le ripetute richieste di dimissioni fattegli dallo zar Nicola II.
Dopo la caduta dei Romanov, causata dalla rivoluzione di febbraio, fu arrestato e imprigionato, fino a quando i bolscevichi non lo giustiziarono, nel 1918.

### Commento di Marescotti
Luigi Aldovrandi Marescotti, nel suo libro Guerra diplomatica, trascrive il diario che tenne durante la sua partecipazione alla missione interalleata in Russia del febbraio 1917: il 2 febbraio, giorno in cui lo incontrò per la prima volta, ad una cena tenutasi in una casa privata, scrive:
Il 4 febbraio, giorno in cui dette un pranzo alla Commissione commerciale italiana, Marescotti scrive: